# William Lorimer
William Lorimer (Manchester, 1861. április 27. – Chicago, 1934. szeptember 13.) az Amerikai Egyesült Államok szenátora (Illinois, 1909–1912).